# Christina Obergföll
Christina Obergföll (Lahr, 22 de agosto de 1981) é uma ex-atleta alemã, campeã mundial do lançamento do dardo.

## Carreira
No dia 18 de agosto de 2013, último dia de competições do Campeonato Mundial de Atletismo de Moscou, Obergföll conquistou a medalha de ouro com um lançamento de 69,05 metros. A conquista do título mundial de lançamento do dardo se tornou então a maior glória de sua carreira aos 31 anos de idade.